# Texacaxco
Texacaxco är en ort i Mexiko.   Den ligger i kommunen Altotonga och delstaten Veracruz, i den sydöstra delen av landet, 200 km öster om huvudstaden Mexico City. Texacaxco ligger 1 924 meter över havet och antalet invånare är 825.
Terrängen runt Texacaxco är lite bergig. Runt Texacaxco är det ganska tätbefolkat, med 149 invånare per kvadratkilometer. Närmaste större samhälle är Teziutlan, 11,7 km nordväst om Texacaxco. I omgivningarna runt Texacaxco växer huvudsakligen savannskog.